# Pseudolasius trimorphus
Pseudolasius trimorphus é uma espécie de formiga do gênero Pseudolasius, pertencente à subfamília Formicinae.